# Husnlal Bhagatram
Husnlal Bhagatram fue un dúo musical indio, formada por unos directores de música en la industria cinematográfica, este dúo se formó en 1944 por Husnlal (1920-1968) y Bhagatram (f. 1973), este último que fue uno de los compositores más reconocidos entre las décadas de los años 1940 y 1950, en el cine hindi. Trabajaron para el bollywood, junto a otros famosos compositores de música de la India como Naushad, Anil Biswas y C. Ramachandra. Ellos tuvieron una formación musical junto a otros reconocidos cantantes como  Shankar de Shankar Jaikishan y el director musical y cantante Mahendra Kapoor.

## Filmografía
Las películas de sus créditos incluyen:
- Chand (in 1944, their first movie as a pair)
- Meean Bazaar
- Afsana
- Aansoo
- Amar Kahani
- Apsara
- Badi Behan
- Balam
- Farmaaish
- Nargis
- Trolly Driver
- Gauna
- Aaj Ki Raat
- Adl-E-Jahangir
- Bansaria
- Sher Afghan
- Pyaar Ki Manzil
- Kafila
- Jal Tarang
- Aadhi Raat
- Rakhi
- Mr. Chakram
- Pyar ki jeet
- Shama Parwana
- Adle Jehangir
- Naach
- Chhoti Bhabhi
- Sawan Bhadon
- Sanam

Canciones:
- Aa Aankhon Mein Aa
- Aaj Bahaaron Ne Masti Ke
- Aankhon Mein Aansu Hothon Pe Fariyaad Le Chale
- Ab To Aa Jaao
- Chup Chup Khade Ho Zaroor Koi Baat Hai
- Do Dilon Ko Yeh Duniya
- Kya Bataayen Ki Muhabbat Ki Kahaani Kya Hai
- Kya Jaane Amiri Jo Gareebi Ka Maza Hai
- Kya Kahoon Sakhi Aaj Main
- Kya Sukh Paaya Tune Mera Dil Todake
- Kyon Dil Mein Mere Base Ho
- Kyon Jhooki Jaati Hain Nazaren
- Likhanewaale Ne Likh Di
- Lo Jawaani Ka Zamaana Aa Gaya
- Lut Gaye Ho Pyaar Mein Tere Lut Gaye
- Lut Gayi Hai Kisiki Jawaani
- Maahi Ho Maahi Ho Dupatta Mera De De
- Maangi Muhabbat Paayi Judaai
- Yeh Teri Kahaani Hai Aur Meri Jawaani Hai
- Yeh To Chala Mere Khuda Lut Gaya Mera Pyaar Kyon
- Zara Tumne Dekha To Pyaar Aa Gaya